# Joseph Van Wing
Joseph Van Wing, né le 1er avril 1884 à Herck-la-Ville (Belgique) et décédé le 30 juillet 1970 à Tronchiennes (Belgique) est un prêtre jésuite belge, missionnaire et ethnologue au Congo belge. Fondateur de premiers instituts d’enseignement pré-universitaire à Kisantu (au Bas-Congo) en 1925, il en suivit activement l’évolution vers la formation de l’université Lovanium en 1954 (de laquelle l’université de Kinshasa hérite), et ses évolutions en Congo-Léopoldville/Congo-Kinshasa/RDC.

## Biographie

### Jeunesse et formation
Septième d’une famille de neuf enfants Joseph rêve jeune de partir en mission au Brésil. Ses parents ne pouvant lui payer des études il apprend le métier d’imprimeur à l’abbaye d’Averbode. Révélant son désir missionnaire au curé de Herck, ce dernier le fait admettre à l’école apostolique de Turnhout. De là il passe au collège jésuite Saint-Joseph de la même ville. 
Une conférence donnée par le père Prevers, missionnaire au Kwango, le tourne vers l’Afrique. Il entre au noviciat des jésuites de Tronchiennes le 23 septembre 1904 avec le désir explicite de partir au Congo. Il suit le parcours traditionnel de la formation jésuite mais, en parallèle aux études classiques, il s’intéresse à l’anthropologie africaine. 

### Missionnaire et ethnologue dans le Bas-Congo
En juillet 1911 Joseph Van Wing quitte la Belgique pour le Congo. Il est destiné à la mission de Kisantu, dans le Bas-Congo. Il y enseigne la religion et dirige l’imprimerie durant quatre ans. Mais il est surtout intéressé à l’ethnographie locale. Gagnant la confiance des chefs coutumiers et avec l’aide de catéchistes il rassemble des informations qui formeront la base de ses Études Bakongo, deux volumes publiées à Bruxelles, le premier avec le titre de Histoire et Sociologie (1921), et le second en 1938 intitulé Religion et magie. 
Rentré en Belgique durant la Première Guerre mondiale (en 1915) pour y faire ses études de théologie, il est ordonné prêtre à Louvain le 21 avril 1918. Le Troisième An — dernière période de formation jésuite — est effectué à Tronchiennes. Peu après Van Wing retourne à Kisantu (décembre 1920). 
Une petite centaine de villages dépendent du poste de Kisantu. Il les visite régulièrement et, avec l’aide de catéchistes qu’il a formés, y dispense aux adultes un enseignement religieux de base. Sous son influence les chefs traditionnels acceptent des changements substantiels au droit coutumier.  Sa personnalité et compétence font qu’il est nommé secrétaire du comité permanent des évêques de la région. De 1923 à 1928 il organise les réunions de la conférence épiscopale[précision nécessaire] (à Stanleyville). Certaines positions publiques prises par les évêques sont suggérées par Van Wing. Ainsi en 1923 Stanislas De Vos, préfet apostolique du Kwango, appelle à une politique coloniale davantage tournée vers les indigènes. Également, la protestation de Victor Roelens contre la manière inhumaine dont la main d’œuvre indigène est recrutée.
De 1924 à 1945, il est inspecteur des écoles dans toute la région. Ce poste lui permet de faire rapidement progresser la scolarité dans toute la mission du Kwango, et particulièrement dans le vicariat de Kisantu.  Ami du ministre belge des Colonies Édouard de Jonghe, il participe à l’élaboration d’un statut pour les écoles missionnaires. En 1925, avec l’aide de l’université catholique de Louvain, il fonde un premier institut d’enseignement moyen pour la formation d’infirmiers ; et bientôt un second (en 1932) pour la formation avancée d’assistants agricoles. Ils sont à l’origine de la future université Lovanium. 

### Supérieur régulier de la mission
En 1933 Van Wing est directeur du petit séminaire de Lemfu, ouvert une dizaine d’années auparavant. C’est là qu’il fonde une congrégation religieuse africaine, les ‘Frères de Saint-Joseph’, vouée à l’enseignement.  En 1939 il est nommé supérieur régulier des jésuites de toute la région.
La Seconde Guerre mondiale ravageant la Belgique plus aucune ressource, ni humaine ni matérielle, n’arrive d’Europe. Van Wing parvient malgré tout à maintenir en vie les postes de missions. Il accepte même de reprendre, en 1941, l’institution d’enseignement des Pères Blancs à Bukavu : ce sera le collège Notre-Dame-de-la-Victoire.

### Retour en Belgique
En 1945 Joseph Van Wing est rappelé en Belgique et réside au Gesù, à Bruxelles. Par les nominations qu’il accepte il devient le grand avocat de la cause africaine et des congolais en particulier. Il est le représentant de l’épiscopat du Congo auprès des autorités civiles. En 1946 il est membre du conseil colonial belge. Sa compétence est reconnue et ses avis sont écoutés. Toujours il défend les droits de la population noire.
Ne reniant pas ses inclinations premières d’ethnologue il enseigne la « psychologie des peuples primitifs » à l’université de Louvain, et est membre actif du conseil supérieur académique de la nouvelle université Lovanium (1954). Il participe ou est membre d’une multitude d’autres associations œuvrant pour l’Afrique. Il est ‘Fellow of the Anthropological Institute of Great-Britain and Ireland’.

### Le Congo déraille
De 1945 à la fin de sa vie (1970) il visite une douzaine de fois le Congo pour des séjours plus ou moins longs. Mieux que beaucoup d’autres il perçoit la rapide évolution du pays. Sa communication à l’Académie royale des sciences d’outre-mer fait date. Son Le Congo déraille de 1951 défend le principe de la propriété indigène contre les intérêts économiques du pouvoir colonial. 
Bientôt, dans un numéro spécial de De Linie, Kongo documenten il prévient les autorités belges que l’émancipation congolaise est imminente et interviendra à court terme. Après l’indépendance du Congo (1960), et malgré les tragiques événements qui conduisent à une grave crise entre la Belgique et le Congo, il continue à attirer l’attention sur les obligations qu’a la Belgique, et l’Église de Belgique en particulier, en regard aux populations et communautés chrétiennes du nouveau Congo. 
Sur la fin de sa vie, quasi aveugle, il se fait lire ce qui se publie sur le Congo, et au prix de mille difficultés continue à entretenir une abondance correspondance  personnelle, scientifique et autre. À 80 ans il reste fidèle au titre affectueux de Kitene (le « Solide ») que lui avaient donné les Bakongos.
Joseph Van Wing meurt à Tronchiennes le 30 juillet 1970. Six mois plus tard, son corps est rapatrié à Kisantu, à la demande des chrétiens de la région (et à leurs frais) pour y être enterré dans la cathédrale Notre-Dame-des-Sept-Douleurs qu’il avait construite 40 ans auparavant. 

## Écrits
Outre quelque 200 articles écrits pour des diverses revues spécialisées, scientifiques ou missionnaires, Joseph Van Wing a laissé quelque ouvrages plus importants.
- Études bakongos, vol. I : Histoire et Sociologie, Bruxelles, 1921.
- Études bakongos, vol. II : Religions et Magie, Bruxelles, 1938.
- Le plus ancien dictionnaire bantu, Louvain, 1928.
- Légendes des bakongos orientaux, Bruxelles, 1940.
- Annuaire des Missions catholiques au Congo et au Ruanda-Urundi, Bruxelles, 1949.
- Le Congo déraille, dans Bulletin de l’Institut royal belge, vol. 22, 1951-1952, pp. 609-626.
- L’homme congolais, dans Bulletin de l’Institut royal belge, vol. 24, 1953-1954, pp. 1102-1121.